# 谷華花
谷 華花（たに はるか、1996年1月10日 - ）は、香川県高松市出身の元ハンドボール選手。

## 経歴
高松市立香川第一中学校時代は2010年の第19回JOCジュニアオリンピックカップに香川県選抜として出場し、最優秀選手賞を受賞。
中学卒業後は香川県立高松商業高等学校へ進学し、2011年は日本代表U-16に選出された。
2012年は全国高等学校総合体育大会ハンドボール競技大会（インターハイ）で初優勝に貢献し、優秀選手に選ばれた。大会後の8月には第4回女子ユース世界選手権の日本代表U-18に選出。
2013年はインターハイで2連覇を達成し、2年連続で優秀選手に選ばれた。同年9月には第5回ユースアジア選手権の日本代表U-18に選出。
高校卒業後は大阪体育大学へ進学。2014年は第5回女子ユース世界選手権の日本代表U-18に選ばれた。
2015年は第3回U-22東アジア選手権の日本代表に選出。同年の全日本学生ハンドボール選手権大会（インカレ）では特別賞を受賞した。
2017年は西日本学生ハンドボール選手権大会で優秀選手に選出。インカレでは大体大の5連覇に貢献し、優秀選手賞を受賞した。同年2月にはカザフスタン代表との親善試合「ヤングおりひめトライアルゲームズ」の日本代表U-22に選ばれた。
2018年に日本ハンドボールリーグのソニーセミコンダクタマニュファクチャリングへ加入。7月には第24回世界学生選手権大会の日本代表U-24に選ばれた。
2019年の第9回社会人選手権ではベストセブンに選ばれた。
2023年2月、選手引退を表明。

## 詳細情報

### 年度別成績
| 年       | チーム   | 試合 | フィールド 得点 | 率   | 7m  | 合計    | 警告 | 退場 | 失格 |
| -------- | -------- | ---- | --------------- | ---- | --- | ------- | ---- | ---- | ---- |
| 2018-19  | ソニー   | 24   | 26/53           | .491 | 0/0 | 26/53   | 1    | 0    | 0    |
| 2019-20  | ソニー   | 2    | 3/7             | .429 | 0/0 | 3/7     | 0    | 0    | 0    |
| 2020-21  | ソニー   | 16   | 31/79           | .392 | 0/0 | 31/79   | 0    | 1    | 0    |
| 2021-22  | ソニー   | 18   | 54/96           | .563 | 2/4 | 56/100  | 0    | 2    | 0    |
| 2022-23  | ソニー   | 20   | 30/55           | .545 | 0/1 | 30/56   | 0    | 0    | 0    |
| JHL：5年 | JHL：5年 | 80   | 144/290         | .497 | 2/5 | 146/295 | 1    | 3    | 0    |

- 各年度の太字はリーグ最高

### タイトル・表彰

#### 社会人選手権
- ベストセブン：1回 (2019年)

### 記録

#### 日本ハンドボールリーグ
- フィールドゴール初得点：2018年11月10日、対広島メイプルレッズ戦（霧島市国分体育館）[17]
- 7mスロー初得点：2022年2月11日、対ザ・テラスホテルズ戦（沖縄県立武道館アリーナ）[18]
- リーグ通算100得点：2022年2月13日、対ブラックブルズ戦（霧島市国分体育館）[19]

### 背番号
- 14 (2018 - 2023年)

## 代表歴

### 日本代表U-24
- 世界学生選手権 (2018年)

### 日本代表U-22
- U-22東アジア選手権 (2015年)
- ヤングおりひめトライアルゲームズ (2017年)

### 日本代表U-18
- ユース世界選手権 (2012年・2014年)
- ユースアジア選手権 (2013年)

### 日本代表U-16
- 日韓スポーツ交流 (2011年)